# Piéride de Grande Canarie
Euchloe belemia grancanariensis, Euchloe grancanariensis
Sous-espèce
La Piéride de Grande Canarie (Euchloe belemia grancanariensis) est une sous-espèce de lépidoptères (papillons) endémique des Canaries, de la famille des Pieridae, dans la sous-famille des Pierinae et du genre Euchloe. Ce taxon est une sous-espèce de Euchloe belemia, mais il est parfois considéré comme une espèce à part entière, Euchloe grancanariensis,.

## Taxonomie
Euchloe grancanariensis est un taxon valide selon le GBIF et Fauna Europaea, l'espèce a été décrite par Benedicto Acosta-Fernández (d) en 2008,.
Cependant, ce statut d'espèce est toujours discuté : l'étude de Suárez et al. en 2009, menée sur l'ADN mitochondrial des Euchloe des Canaries ne considère pas la distance phylogénétique comme étant suffisante pour être une espèce à part entière. Cependant, cette étude confirme bien son statut de sous-espèce.

## Description
Euchloe belemia grancanariensis est légèrement plus petite que ses homologues Euchloe belemia du continent, mais ce taxon n'est pas discernable sans analyses génétique. Cependant, étant la seule sous-espèce présente sur l'île de Gran Canaria, dont elle est endémique.

## Biologie
Ce papillon se retrouve dans les milieux prés-bois et boisements de basse altitude (< 1 000 m) sur l'île de Gran Canaria.
Les papillons émergent en janvier ou février, et volent jusqu'à la mi-avril.

## Distribution
Euchloe belemia eversi est endémique de l'île de Gran Canaria, dans les Canaries en Espagne,,.